# Straalstroom

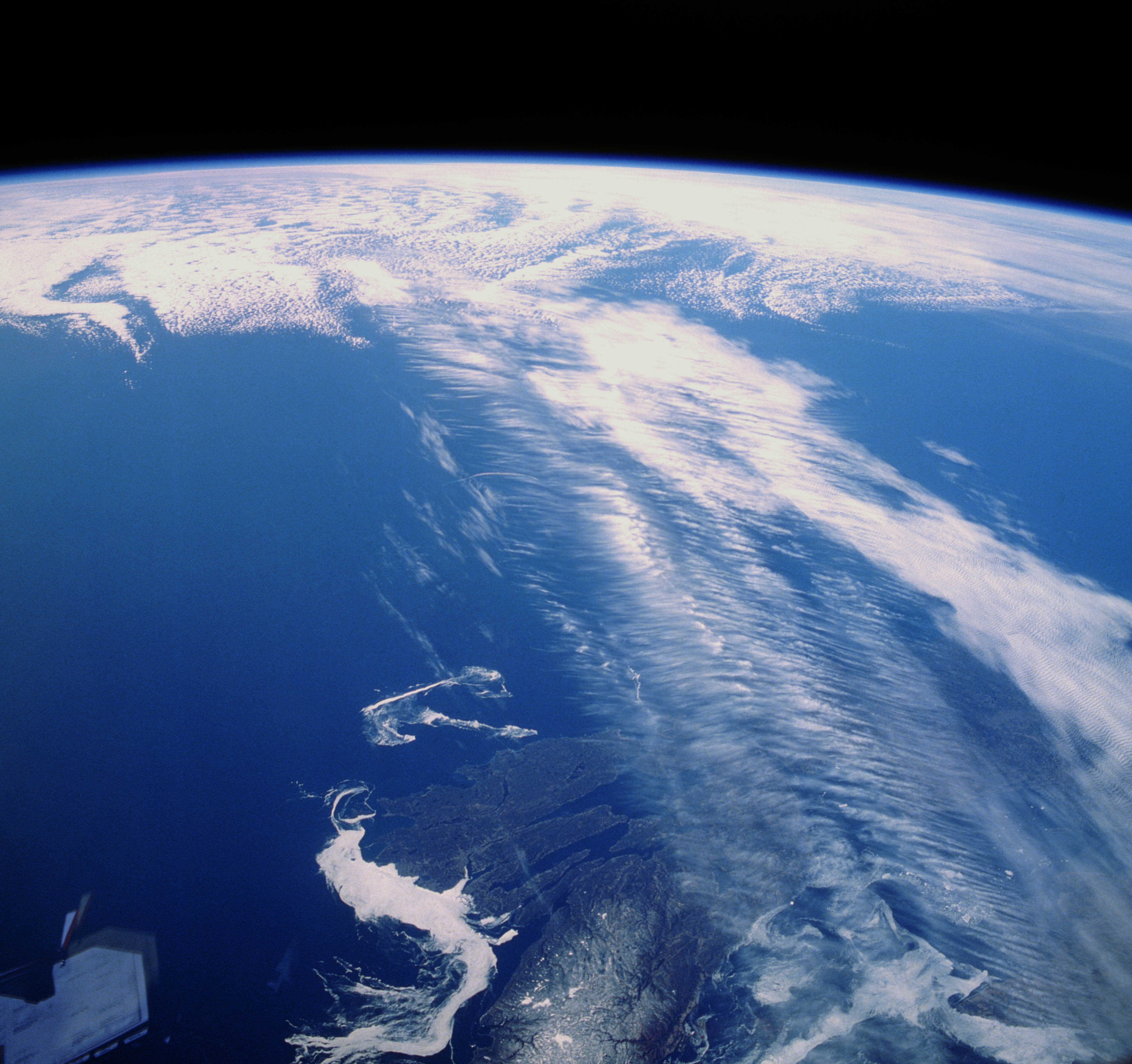
Straalstroom ten oosten van Canada (foto NASA)

Een straalstroom is een zeer sterke wind die in de regel op 9 à 10 kilometer hoogte waait. Weerkundigen spreken van een straalstroom als de wind op die hoogte een snelheid heeft van meer dan 100 kilometer per uur (windkracht 11 of meer). Regelmatig worden hogere windsnelheden bereikt van meer dan 350 kilometer per uur.

## Ontdekking
Het bestaan van de straalstroom werd reeds in 1926 aangetoond door de Japanse weerkundige Oishi Wasaburo door met een theodoliet sondeballonnen te volgen. De ontdekker dacht dat een mededeling in het Japans niet zou gelezen worden en meldde daarom zijn ontdekking in het Esperanto aan de wereld. Ondanks dat kreeg hij weinig aandacht en wordt zelfs nu nog miskend in de wetenschappelijke wereld. Pas 20 jaar later ontdekten de Amerikanen zijn werk.
Later wetenschappelijk werk steunt vooral op het onderzoek van Carl-Gustaf Rossby, naar wie de Rossby-golven in de straalstroom genoemd werden.

## Kenmerken
De straalstroom is gemiddeld enkele duizenden kilometers lang, enkele honderden kilometers breed en slechts een paar kilometer hoog. Het is dus een zeer langgerekte maar smalle band met hoge windsnelheden, die door de atmosfeer kronkelt als een rivier in het landschap. De stroming is van west naar oost. Dat is dezelfde richting als de draaiing van de aarde, zodat de lucht in de straalstroom sneller beweegt dan de aarde. Door de vele kronkels kan de luchtstroming plaatselijk ook naar zuid of noord gericht zijn.
De straalstroom is een geofysisch effect dat ontstaat door het grote temperatuurverschil tussen de noordpool of zuidpool en de evenaar. Iets dergelijks gebeurt ook op kleine schaal. Als in de zomer de nacht valt en de grond afkoelt waar de zon weg is, waait er lucht van noord naar zuid over de grens tussen warme en koude lucht. Dit is de verfrissende avondwind.
Niet alleen boven Europa, maar ook bij de evenaar of in het poolgebied komen straalstromen voor. Verspreid over de wereld bestaan meestal meerdere straalstromen op hetzelfde moment: de polaire of arctische straalstroom en de subtropische straalstroom.
De richting en de plaats van de straalstroom is van groot belang voor het weer. Vanuit noordelijke richting voert een straalstroom in noordwest Europa in de regel koudere lucht aan dan vanuit het westen of zuiden. De straalstroom voert bovendien depressies met een warmtefront en een koufront aan. Wanneer de straalstroom over of vlak langs Nederland of België loopt krijgt men daar in de regel de ene na de andere depressie te verwerken met herhaaldelijk regen en wind.
De straalstroom is soms te herkennen aan de wolkenlucht. Karakteristiek zijn de zeer langgerekte banden van hoge bewolking, vaak in de vorm van windveren. Deze wolkenvormen wijzen meestal op snelle veranderingen in het weerbeeld.

## Luchtvaart
Bij de planning van een vlucht met een (verkeers)vliegtuig wordt altijd rekening gehouden met de ligging en sterkte van de straalstroom. Het vliegtuig "lift" mee met de straalstroom als dat van pas komt (of probeert de straalstroom te vermijden als die nadelig is voor de te vliegen route). Een nadeel van het vliegen in of nabij de straalstroom is de turbulentie die vaak optreedt bij de straalstroom.

## Klimaatverandering
De straalstroom neemt hoge- en lagedrukgebieden mee en bepaalt voor een belangrijk deel het weer en klimaat. Uit onderzoek komt naar voren dat het opwarmende Noordpoolgebied het drukverschil tussen hoge en lagere breedte verlaagt, dat maakt de straalstroom zwakker waardoor zomerse hogedrukgebieden langer actief kunnen blijven. Daarnaast houden de periodes waarin de straalstroom zich in tweeën splitst en zo een dubbele straalstroom vormt, langer aan dan in de jaren tachtig van de 20e eeuw. De veranderingen in de straalstroom verklaren de stijgende trend in hittegolven in West-Europa en waarschijnlijk verklaren zij ook de grote bosbranden in Siberië.